# Histoire du droit dans le Touat

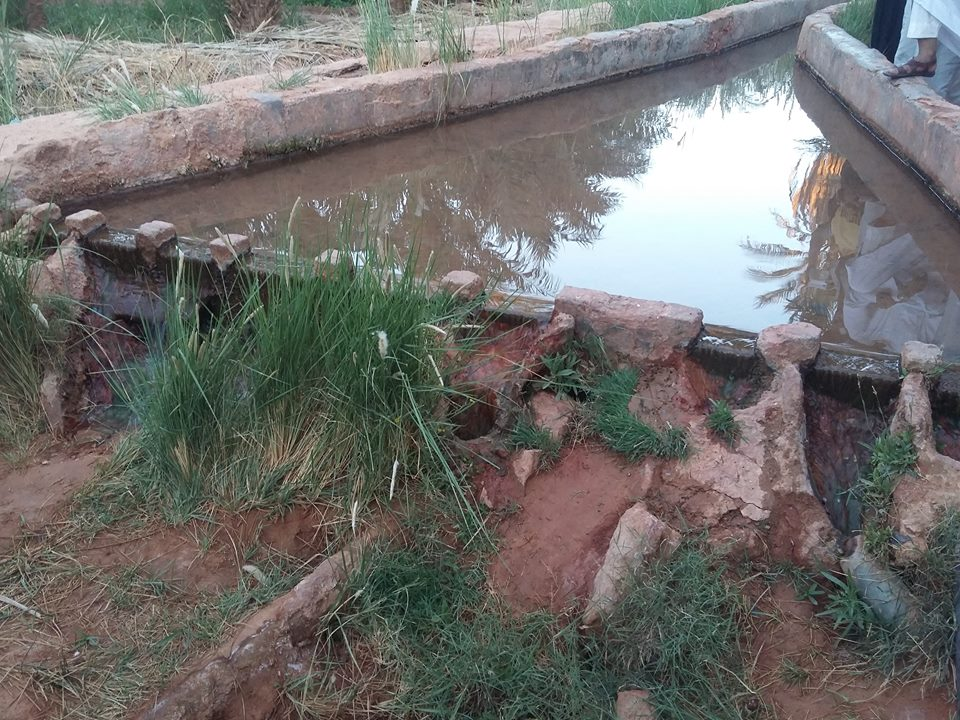
Foggara à Tamantit: le système juridique et technique de division des eaux dans ces oasis a été inscrit au Patrimoine mondial.

L'histoire du droit dans le Touat nous est connue à partir du XVIIIe siècle grâce aux recueils de jurisprudences fatwas appelés nawazil, dont beaucoup sont conservés dans des bibliothèques privées,. 

## Présentation et principe
La jurisprudence islamique y était pratiquée par des juges cadis, et les autres institutions de la société dont notamment les assemblées s'efforçaient de se mouvoir dans le cadre des prescriptions de l'islam telles que comprises par l'école malikiste. Plutôt que de prononcer des jugements, les juges cadis tentent souvent de négocier des accords sulhs, à l'amiable. 
Le droit coutumier, compris comme 'urf dans la jurisprudence islamique, joue un rôle très important dans cette région où le pouvoir a toujours été exercé par une multitude d'acteurs, plutôt que de manière centralisée comme dans la plupart des autres terres d'islam. 
Sur des questions locales comme celles de la gestion des foggaras, peu traitées dans le fiqh, les cadis ont du faire preuve de perspicacité. Ainsi il y avait divers types de contrats agricole : Le contrat de plantation (muġārasa), le contrat d’irrigation (musāqāt), le contrat d’ensemencement (muzāraʻa) et l’emploi au quint.
Les femmes font souvent recours à la justice dans l'histoire du Touat, mais cette institution ne fait pas exception concernant la domination patriarcale prégnante dans la société locale,.